# Собор Санта-Марія е Донато
Собор Санта-Марія і Донато (італ. Basilica di Santa Maria e Donato) — церква у Венеції на острові Мурано. Розташовується на головній площі острова.
Венето-візантійська базиліка була заснована в VII столітті, в нинішньому вигляді існує з XII століття. Собор присвячений Діві Марії. Друга частина назви пов'язана зі святим Донатом, єпископом IV століття, чиї останки були привезені в церкву з Кефалонії в 1125 році.
Собор цікавий мозаїчною підлогою XII століття з рослинним орнаментом і зображеннями міфічних тварин.